# Резолюция Совета Безопасности ООН 143
Резолюция Совета Безопасности ООН 143 — резолюция, принятая 14 июля 1960 г, после доклада Генерального секретаря, действующего в соответствии со статьей 99 Устава ООН, и просьбы президента и премьер-министра Республики Конго об оказании военной помощи для защиты своей территории.  Резолюция была принята восемью голосами при трех воздержавшихся (Китай, Франция и Великобритания).

## Предыстория
Конго-Леопольдвиль стала независимой от Бельгии 30 июня 1960 года. После этого конголезская армия все еще возглавлялась бельгийскими офицерами, что привело к мятежу. Армия вышла из-под контроля и начала терроризировать белое население Конго, которое массово бежало из страны. Бельгийская армия вмешалась, для их защиты.

## Содержание
Совет Безопасности рассмотрел доклад Генерального секретаря о просьбе Организации Объединенных Наций о помощи в связи с ситуацией в  Конго. Просьба о военной поддержке со стороны президента и премьер-министра Конго, также была рассмотрена.
Бельгию призвали вывести свои войска из Конго. Генеральному секретарю было разрешено оказывать военную поддержку до тех пор, пока Национальные силы безопасности Конго не смогут полностью приступить к выполнению своих обязанностей. Генерального секретаря попросили при необходимости отчитаться перед Советом Безопасности.

## Голосование
| За (8)                                                             | Воздержались (3)                                  | Против (0) |
| ------------------------------------------------------------------ | ------------------------------------------------- | ---------- |
| - СССР - США - Аргентина - Италия - ПНР - Тунис - Цейлон - Эквадор | - Великобритания - Китайская Республика - Франция |            |

 * жирным выделены постоянные члены Совета Безопасности ООН